# Evil Bong
Série
Evil Bong 2: King Bong
(2009)
Pour plus de détails, voir Fiche technique et Distribution.
Evil Bong est un film américain réalisé par Charles Band, sorti en 2006.

## Synopsis
Alistair, un étudiant modèle qui cherchait un appartement en colocation, se retrouve avec une bande de glandeurs qui ne pensent qu'à fumer des joints. Profitant du loyer d'Alistair, l'un d'eux, imaginant pouvoir se taper des trips d'enfer, décide de s'offrir un bong maléfique. Ce dernier, qui a sa propre personnalité et souhaite dominer le monde, absorbe l'âme des fumeurs en les envoyant dans un monde peuplé de stripteaseuses démoniaques.

## Fiche technique
- Titre : Evil Bong
- Réalisation : Charles Band
- Scénario : August White
- Production : Andrew Austin, Christina Childers, Joe Dain, Dana K. Harrloe et Thomas Smead
- Sociétés de production : Forbidden Worlds, Shoot Productions et Talos Entertainment
- Musique : District 78 et Ker'in Hayden
- Photographie : Mac Ahlberg
- Montage : Danny Draven
- Décors : D.M. Casper
- Costumes : Laura Alvarez
- Pays d'origine : États-Unis
- Format : Couleurs - 1,78:1 - Dolby Digital - 35 mm
- Genre : Comédie, horreur
- Durée : 86 minutes
- Date de sortie : 31 octobre 2006 (États-Unis)

## Distribution
- David Weidoff : Alistair
- John Patrick Jordan : Larnell
- Mitch Eakins : Bachman
- Brian Lloyd : Brett
- Robin Sydney : Luann
- Kristyn Green : Janet
- Tommy Chong : Jimbo Leary
- Michelle Mais : le bong démoniaque / Eebee (voix)
- Jacob Witkin : Cyril
- Kristen Caldwell : la danseuse gothique
- Phil Fondacaro : le nain
- Tim Thomerson : Jack Deth
- Bill Moseley : un client du club
- Brandi Cunningham : une stripteaseuse
- Dana Danes : une stripteaseuse
- Gina-Raye Carter : une stripteaseuse
- Sonny Carl Davis : le livreur
- Amy Paffrath : Velicity

## Autour du film
- Débutée en 1985 sur The Dungeonmaster, la collaboration entre l'acteur Phil Fondacaro et le cinéaste s'est poursuivie sur Meridian (1990), Dollman vs. Demonic Toys (1993), The Creeps (1997), Blood Dolls (1999) ou Decadent Evil (2005).

## Bande originale
- Shake Your Boonkey, interprété par Jael Gadsden
- Let's Fuck, interprété par Kottonmouth Kings
- Fire, interprété par Pot Luck
- Bong Toke, interprété par Kottonmouth Kings
- What You Wanna Do?, interprété par Senen Reyes
- Like It Like That, interprété par Insane Clown Posse
- So High, interprété par Twiztid
- Voyeur, interprété par Stormdrain
- Partay Harday, interprété par Van Stone
- We're Van Stone, interprété par Van Stone
- I EEE I, interprété par Menace
- Spring Break Girl, interprété par Ker'in Hayden et Dusty Roze
- Disassemble You, interprété par My Good Eye
- Feva, interprété par Nina
- La La, interprété par 4-Zone
- Ribbons, interprété par Moss Bluff
- Yellow Helicopter, interprété par Zia Alexander
- Roll It Up, interprété par Mentone
- Pass That, interprété par Joe Ward
- Bong Rasta, interprété par Volume 10 et Turtle Man
- Mrs. Green, interprété par District 78
- Wicked Weed, interprété par 99 Cent Baby
- Hollow, interprété par Laser Moustache
- Damn, interprété par m2c et sixxxHole
- Strip It Off, interprété par The Booty Boys
- Spank Me, interprété par The Booty Boys
- Wherever You Are, interprété par Todd McLaughlin
- Burned Out Slow, interprété par Static Disaster
- Euphoria, interprété par Collide
- Ooh La La, interprété par BK et Hilary Van Lier
- Point of View, interprété par Kurt Gellersted